# René Lievaart
René Lievaart (Naaldwijk, 10 januari 1973) is een voormalig Nederlands voetballer die bij voorkeur als aanvaller speelde.

## Carrière
Lievaart begon in zijn jeugd te voetballen bij VV Naaldwijk. In 1994 werd hij kampioen met VV Naaldwijk in de Derde Klasse. In 1998 ging hij naar ADO Den Haag, waar hij 49 wedstrijden speelde en 13 doelpunten heeft gemaakt. Op 18 november 2000 diende Lievaart bij toenmalig trainer Stanley Brard een verzoek in om zijn contract zo snel mogelijk te ontbinden. In 2001 ging hij terug naar zijn oude club, maar binnen een half jaar stapte hij alweer over naar Quick Boys.
Hij beëindigde zijn voetbalcarrière in 2003 vanwege aanhoudende voetblessures.